# Mimobybe tuberculipennis
Mimobybe tuberculipennis là một loài bọ cánh cứng trong họ Cerambycidae.